# سياحة الكوارث

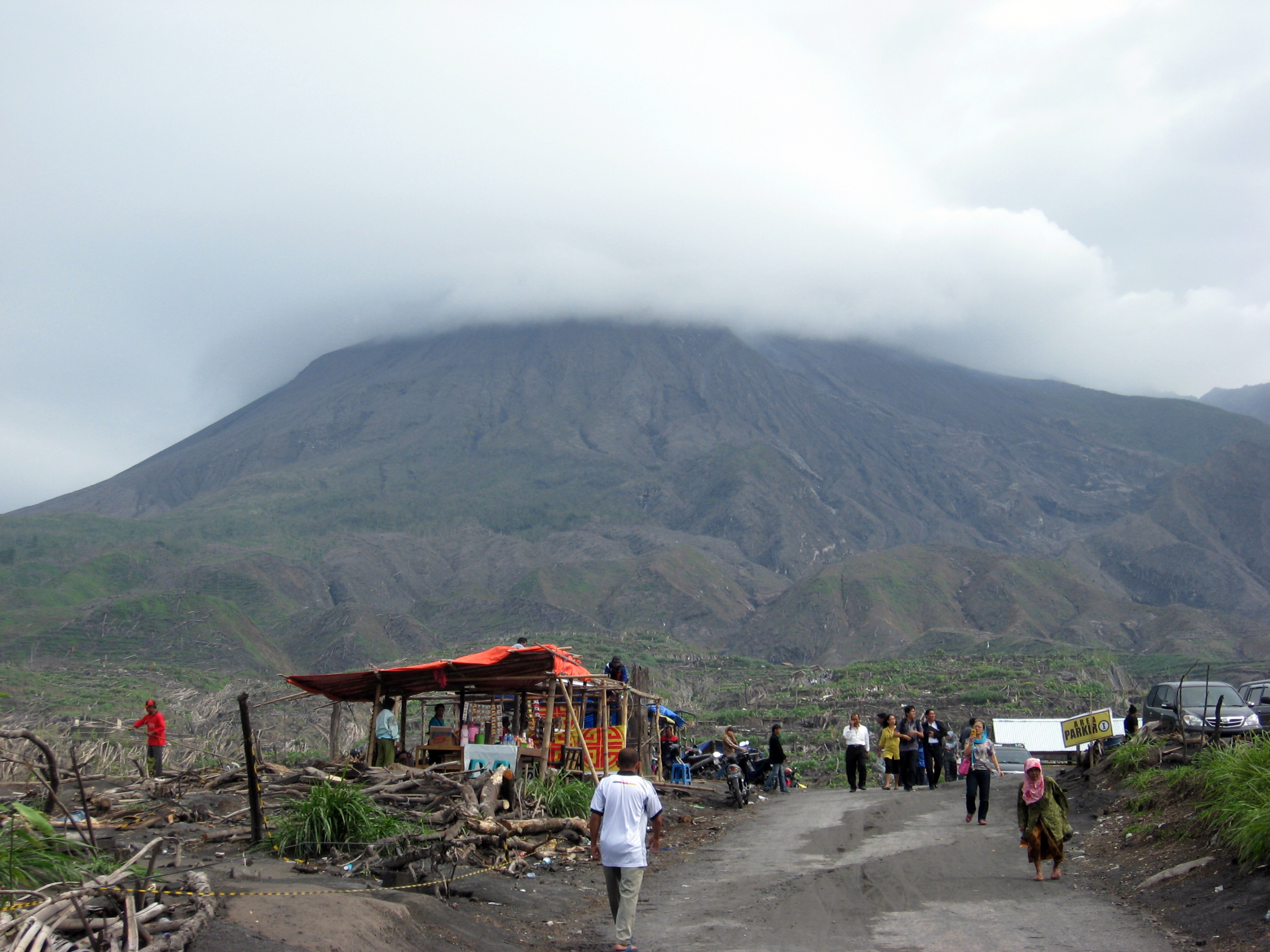
سياحة الكوارث في ميرابي بعد ثوران عام 2010. ما يقرب من شهرين بعد أن هدأت الانفجارات.

تُعرف سياحة الكوارث على أنها ممارسة زيارة المواقع التي حدثت فيها كارثة بيئية، طبيعية أو من صنع الإنسان.  بما أن مجموعة متنوعة من الكوارث هي موضوع سياحة الكوارث اللاحقة، إلا أن المواقع السياحية للكوارث الأكثر شيوعًا هي المناطق المحيطة بالانفجارات البركانية.
تنقسم الآراء حول الأخلاق وتأثير سياحة الكوارث في الغالب، يزعم المدافعون عن سياحة الكوارث أن هذه الممارسة تزيد من الوعي بالحدث، وتحفز الاقتصاد المحلي، وتثّقف الجمهور حول الثقافة المحلية، بينما يدعي الناقد أن هذه الممارسة استغلالية، والأرباح على الخسارة، وغالبًا ما تسيء توصيف الأحداث في البحث.

## استقبال سياحة الكوارث
لاقت سياحة الكوارث انطباعات متناقضة.  فقد وصفها النقاد بأنه متلصص ويستفيد من الخسارة ويقول إن السياحة تحفز الاقتصاد المتعافي وتجلب الوعي للثقافة المحلية.  يعتمد التصور العام للسياحة على مجموعة متنوعة من العوامل، ما إذا كانت الكارثة من صنع الإنسان أو طبيعية، والمدة التي مرت منذ وقوع الحادث، إلا أن هناك بعض الاتجاهات العامة في استقبال السياحة.
اعتمادًا على الموقع، تُعتبر سياحة الكوارث تجربة تعليمية أو استغلالية. يُحدد ما إذا كان التعامل مع الموقع السياحي باحترام ولباقة حسب منظمي الأحداث والسياح أنفسه.  
علاوة على ذلك، يشير المدافعون عن سياحة الكوارث إلى أن مناطق الجذب يمكن أن تعيد دراسة الكوارث تربويًا بما أن الدافع وراء المشغلين هو الربح. يجادل العديد من هؤلاء المدافعين أنه عندما تحدث كارثة سياحة، فإن اللوم يقع في المقام الأول على السياح لتقديمهم طلبًا غير حساس بدلاً من المشغلين لتلبية هذا الطلب. ومع ذلك، بالنسبة لكل من السائحين والمشغلين، فإن تحليل الفرق بين التعليم والاستغلال يتطلب السؤال عن المجالات الحاسمة لفهم الكارثة وتوضيح كيف يختلف السلوك المناسب في منطقة مدمرة عن السلوك المناسب في الآونة الأخيرة كبناء منازل أو مخيمات مؤقتة.
غالبًا ما يكون تأثير السياحة على الاقتصاد المحلي دقيقًا بسبب تفاصيل كيفية تأثير السياحة على الدخل المحلي. إذا كانت الجولات تشتمل على أحداث عامة ينظمها متطوعون، فهناك زيادات متناسقة ولكنها صغيرة في التبرعات الخيرية.  ومع ذلك، إذا نُظمت الجولات من قبل شركات خاصة، فليس من الممكن أن تعود نسبة الأرباح إلى جهود الإغاثة.   علاوة على ذلك، بينما تمنع اللوائح الحكومية عادةً الجولات الخاصة من إبطاء أو عكس إعادة الإعمار في المناطق التي بدأت فيها إعادة الإعمار بالفعل، يجادل النقاد بأن الجولات الخاصة قد تضعف الحافز على إعادة بناء المواقع، التي لم يُعاد إعمارها بعد. هناك موقف آخر محتمل وهو أن الجولات لا تُنظم من قبل كيانات رسمية بل من قبل مجموعات أقل تماسكًا من المواطنين. هذه الحالات غير مدروسة نسبيًا بسبب ندرتها.
يُعتقد أن زيارة مواقع الكوارث تؤثر على التعاطف، لكن طبيعة تأثيرها تعتمد على تفاصيل الزيارة. الزيارات غير المنظمة، على سبيل المثال، غالبًا ما تزيد من التعاطف عن طريق إجبار الزوار على رؤية المعاناة عن قرب وحثهم على التفكير في كيفية التفاعل مع الضحايا. من جانب أخر، اتُهمت الزيارات الأكثر تنظيمًا بتقليل التعاطف لأنها تضم سائحين «يتصرفون مثل السائحين ويرتدون ملابس مثل السائحين»، ما يضعف التجربة ويعقمها.
في أعقاب الكارثة مباشرة، تعيق سلبًا جهود إنقاذ الأشخاص الذين يأتون لرؤية الموقع وتصويره، بدلاً من المشاركة فيه.  ومن الأمثلة على ذلك كافالابارا بولاية كيرالا، حيث وقعت كارثة الانهيار الأرضي في عام 2019، حُجزت سيارات الطوارئ بسبب مركبات أولئك الذين أتوا فقط لرؤية موقع الكارثة. أدى هذا إلى انتقادات واسعة النطاق وطالبت السلطات بتجنب الزيارات غير الضرورية إلى كافالابارا.